# São Brás de Alportel
São Brás de Alportel là một đô thị thuộc tỉnh Faro, Bồ Đào Nha. Đô thị này có diện tích 150 km², dân số thời điểm năm 2001 là 10032 người.